# Towarzystwo Artystów Polskich „Sztuka”
Towarzystwo Artystów Polskich „Sztuka” (TAP „Sztuka”) – ugrupowanie artystyczne, działające w latach 1897–1950 w Krakowie.

## Historia i profil
W maju 1897 otwarto w Sukiennicach głośną „Wystawę osobną obrazów i rzeźb”, która stała się impulsem do założenia Towarzystwa. Ugrupowanie powstało w wyniku sprzeciwu artystów wobec stale obniżającego się poziomu wystaw krakowskiego Towarzystwa Przyjaciół Sztuk Pięknych (założonego w 1854) i warszawskiego Towarzystwa Zachęty Sztuk Pięknych (1860/1961). Statutowym celem „Sztuki” było „przyczynienie się do powiększenia życia artystycznego w kraju”.
„Sztuka” nie rozpoczynała swej działalności od manifestów czy statutów, lecz od wystaw. Głównym założeniem było, aby wystawy te doborem dzieł wyróżniały się od przeciętnego poziomu wystaw Towarzystwa Przyjaciół Sztuk Pięknych. Prace kwalifikowała specjalna komisja sędziowska. Już samą nazwą „Sztuka” wskazywała, że jej głównym celem jest rozdział na to, co jest sztuką, a co nią nie jest – jak pisał Tadeusz Boy-Żeleński.

## Członkowie założyciele
- Teodor Axentowicz
- Józef Chełmoński
- Julian Fałat
- Jacek Malczewski
- Józef Mehoffer
- Antoni Adam Piotrowski
- Jan Stanisławski
- Włodzimierz Tetmajer
- Leon Wyczółkowski
- Stanisław Wyspiański

Pierwszym prezesem obrano Jana Stanisławskiego, po nim funkcję tę sprawował Józef Chełmoński.
Towarzystwo urządzało wystawę w Krakowie doroczną w kwietniu i maju. Ostatnią otwarto w 1950. Ogółem odbyło się 101 wystaw, także w innych miastach Polski, oraz za granicą (Austria, Stany Zjednoczone).